# マルコス・アントニオ・メネゼス・ゴドイ
マルコス・アントニオ・メネゼス・ゴドイ（Marcos Antonio Menezes Godoi、1966年12月18日 - ）は、ブラジル出身の元サッカー選手。現役時代のポジションはフォワードまたはミッドフィールダー（攻撃的MF）。ヤンマー時代の登録名は「マルコス」。松下やガンバ大阪時代の登録名は「ランジェ」。

## 来歴
ブラジルのサンパウロFCでフォワードとして契約したが出場機会には恵まれず。1987年7月、日本サッカーリーグ (JSL) 1部のヤンマーディーゼル（現・セレッソ大阪）に移籍した。『プラカール』誌によれば当初は2年間のレンタル移籍で、ヤンマー側はアマチュアであり交渉の際に金銭を用意できないため200万クルザード相当のトラクターを2台用意した。
同年10月18日に行われたJSL1部第1節、本田技研戦でリーグ戦デビューを果たすと、この試合で初得点を記録した。1987-88シーズンには5アシストを記録するなど左サイドからヤンマー攻撃陣を牽引。9得点をあげたジョナスとともに、前期シーズンを3位で折り返す原動力となった。
加入3年目の1989-90シーズンのリーグ戦では、第8節の日産自動車戦で2アシストを記録し勝利に貢献（3-0でヤンマーの勝利）するなど好調さを維持し、専門誌から日産のレナトとともに前期リーグの外人MVPと評価された。
1990年7月には同僚の伊藤裕二や梶野智幸とともにJSL選抜に選ばれ、JALカップのFCバルセロナ戦に出場。1990-91シーズンのリーグ戦ではチーム最多の5得点をあげるも、シーズン前に浮沈のカギを握るとみられていたベテランの草木克洋が2得点、2年目のマウロが無得点に終わるなど結果を残せず。リーグ11位となり2部降格が決定すると、1991-92シーズンからはJSL1部の松下電器へ移籍した。
1992年、松下がプロ化によりガンバ大阪へ移行した後もチームに在籍し、Jリーグカップでは同年9月5日に行われた第1節の横浜マリノス戦を含む全9試合に出場するも同年限りで退団した。

## 個人成績
日本国内成績
| 国内大会個人成績 | 国内大会個人成績 | 国内大会個人成績 | 国内大会個人成績 | 国内大会個人成績 | 国内大会個人成績 | 国内大会個人成績 | 国内大会個人成績 | 国内大会個人成績 | 国内大会個人成績 | 国内大会個人成績 | 国内大会個人成績 |
| 年度             | クラブ           | 背番号           | リーグ           | リーグ戦         | リーグ戦         | リーグ杯         | リーグ杯         | オープン杯       | オープン杯       | 期間通算         | 期間通算         |
| 年度             | クラブ           | 背番号           | リーグ           | 出場             | 得点             | 出場             | 得点             | 出場             | 得点             | 出場             | 得点             |
| 日本             | 日本             | 日本             | 日本             | リーグ戦         | リーグ戦         | JSL杯/ナビスコ杯 | JSL杯/ナビスコ杯 | 天皇杯           | 天皇杯           | 期間通算         | 期間通算         |
| ---------------- | ---------------- | ---------------- | ---------------- | ---------------- | ---------------- | ---------------- | ---------------- | ---------------- | ---------------- | ---------------- | ---------------- |
| 1987-88          | ヤンマー         | 23               | JSL1部           | 19               | 4                | 0                | 0                | 1                | 0                | 20               | 4                |
| 1988-89          | ヤンマー         | 23               | JSL1部           | 16               | 5                | 4                | 1                | 0                | 0                | 20               | 6                |
| 1989-90          | ヤンマー         | 23               | JSL1部           | 21               | 6                | 2                | 0                | 3                | 1                | 26               | 7                |
| 1990-91          | ヤンマー         | 10               | JSL1部           | 18               | 5                | 0                | 0                |                  |                  |                  |                  |
| 1991-92          | 松下             | 18               | JSL1部           | 8                | 1                | 0                | 0                |                  |                  |                  |                  |
| 1992             | G大阪            | -                | J                | -                | -                | 9                | 0                |                  |                  |                  |                  |
| 通算             | 日本             | 日本             | J                | -                | -                | 9                | 0                |                  |                  |                  |                  |
| 通算             | 日本             | 日本             | JSL1部           | 82               | 21               |                  |                  |                  |                  |                  |                  |
| 総通算           | 総通算           | 総通算           | 総通算           | 82               | 21               |                  |                  |                  |                  |                  |                  |

現在は、日本国内成績のみ。
その他の公式戦
- 1990年
  - コニカカップ 6試合1得点

## 選抜歴
- JSL選抜
  - 通算2試合0得点（JALカップサッカー90・FCバルセロナ戦[5]）